# C・B・マクファーソン
クロフォード・ブラウ・マクファーソン（英語: Crawford Brough Macpherson、1911年11月18日 - 1987年7月22日）は、カナダの政治学者。専門は政治理論、民主主義論。

## 経歴
1911年、カナダ・トロントで生まれた。トロント大学卒業後、ロンドン・スクール・オブ・エコノミクスに留学し、ハロルド・ラスキの下で研究を行った。
帰国後、トロント大学政治学教授を務めた。
1987年、75歳で死去した。

## 研究内容・業績

### 参加民主主義
マクファーソンは民主主義のモデルと理論を次の4つに分類し、それらを発展諸段階として位置づけた。そのうち第3のモデル・均衡的民主主義は現代において主流の「民主主義」形態ともいえるが、これに対する批判として参加民主主義を提唱したうえで、第3のモデルに次ぐべき第4のモデルとして位置づけた。
1. 防禦的民主主義 - ジェレミ・ベンサムやジェームズ・ミルに代表される民主主義モデル。自由主義国家に民主主義（労働者の政治参加）が付け加えられたもの。民主主義が自由主義化されたものとして捉えることができる。
2. 発展的民主主義 - ジョン・スチュアート・ミルに代表される。労働者階級が政治アリーナに参入したことを受けて、民主主義を人間性と人間生活と社会を物質的にも道徳的にも豊かにする契機になるものとして想定した。この民主主義論に見られる理想主義は後退を余儀なくされる。
3. 均衡的民主主義 - シュンペーターによって最初に定式化されロバート・ダールによって展開されたモデル。多元的エリート主義ともいえる。現代において最も一般的な民主主義の捉え方でもある。シュンペーターにおいては民主主義とは「政治家による政治」である。ダール自身は民主主義がより一層の深化と発展を遂げて完成に近づくことに期待したが、一方でポリアーキー概念を用いて実在の民主制を捉えている（これは自由民主主義と呼ばれることもある）。これがマクファーソンの言う均衡的民主主義にあたる。政治的な財の需要と供給の均衡を維持し最適配分を生み出すシステムである。
4. 参加的民主主義 - 均衡的民主主義を批判し、そこに生まれている「民主主義の空洞」を埋めることを企図したモデル。田口富久治は発展的民主主義的立場とマルクス主義的立場を止揚した立場から提唱されたモデルであると評している。

## 著書

### 単著
- Democracy in Alberta: Social Credit and the Party System, (University of Toronto Press, 1953).

『カナダ政治の階級分析：アルバータの民主主義』竹本徹訳、御茶の水書房 1990
- The Political Theory of Possessive Individualism: Hobbes to Locke, (Clarendon Press, 1962).

『所有的個人主義の政治理論』藤野渉ほか訳、合同出版 1980
- The Real World of Democracy, (Clarendon Press, 1965).

『現代世界の民主主義』粟田賢三訳、岩波書店(岩波新書) 1967
『現代における民主主義』宮畑一郎編、こびあん書房 1980
- Democratic Theory: Essays in Retrieval, (Clarendon Press, 1973).

『民主主義理論』西尾敬義・藤本博訳、青木書店 1978
- The Life and Times of Liberal Democracy, (Oxford University Press, 1977).

『自由民主主義は生き残れるか』田口富久治訳、岩波書店(岩波新書) 1978
- Burke, (Oxford University Press, 1980).

『バーク：資本主義と保守主義』谷川昌幸訳、御茶の水書房 1988
- The Rise and Fall of Economic Justice, and Other Papers, (Oxford University Press, 1985).

### 編著
- Property: Mainstream and Critical Positions, (Blackwell, 1978).